# Ángel Dealbert
Ángel Dealbert Ibáñez (Benlloch, Castellón, España, 1 de enero de 1983), fue un futbolista español que jugaba como defensa.

## Trayectoria
Ángel Dealbert se formó en las categorías inferiores del C. D. Castellón jugando en el equipo filial de Tercera División durante la temporada 2001/02. Esa misma temporada debutó con el primer equipo en Segunda División B en la jornada número 34, disputada el 20 de abril de 2002 ante el Benidorm C. D..
La campaña 2002/03 fue la de su asentamiento en el equipo y en las dos siguientes se convirtió en titular indiscutible en la línea defensiva del Castellón. En estas tres temporadas jugó la promoción de ascenso a Segunda División, aunque no fue hasta 2005 cuando el club castellonense logró el ascenso tras eliminar al Universidad de Las Palmas C. F. y al Zamora C. F.. En noviembre de 2004, el Deportivo Alavés presidido por Dmitry Piterman llegó a un acuerdo con el jugador para su fichaje pero el Castellón, con el que había renovado hasta junio de 2009, no permitió su marcha.
En las cuatro temporadas que jugó en Segunda División es un referente en el juego de su equipo. Al concluir su contrato con el Castellón, en el año 2010, pasó a engrosar la plantilla del Valencia C. F.. En el último partido de la temporada 2011/12, ante la Real Sociedad de Fútbol, confirmó que no continuaría en la entidad valencianista para fichar por el F. C. Kubán Krasnodar de la Liga Premier de Rusia.
El 09/08/2014 se hace oficial su traspaso al Baniyas SC. En la temporada 2017-2018 ficha por el CD Castellón ocho temporadas después.

## Clubes
Actualizado el 24 de noviembre de 2015
| Club                  | País                   | Año       | Partidos[cita requerida] | Goles[cita requerida] |
| --------------------- | ---------------------- | --------- | ------------------------ | --------------------- |
| C. D. Castellón "B"   | España                 | 2001-2002 |                          |                       |
| C. D. Castellón       | España                 | 2002-2009 | 206                      | 2                     |
| Valencia C. F.        | España                 | 2009-2012 | 69                       | 0                     |
| F. C. Kubán Krasnodar | Rusia                  | 2012-2014 | 61                       | 2                     |
| Baniyas SC            | Emiratos Árabes Unidos | 2014-2015 |                          |                       |
| CD Lugo               | España                 | 2015-2017 | 12                       | 0                     |
| CD Castellón          | España                 | 2016-2017 |                          |                       |